# Добровник
Добровник (словен. Dobrovnik, мађ. Dobronak) је насеље и управно средиште истоимене општине Добровник, која припада Помурској регији у Републици Словенији.
По попису становништва из 2011. године, насеље Добровник имало је 933 становника.
Добрвник је једно од средишта мађарске националне мањине у Словенији.